# Suchoj Su-80

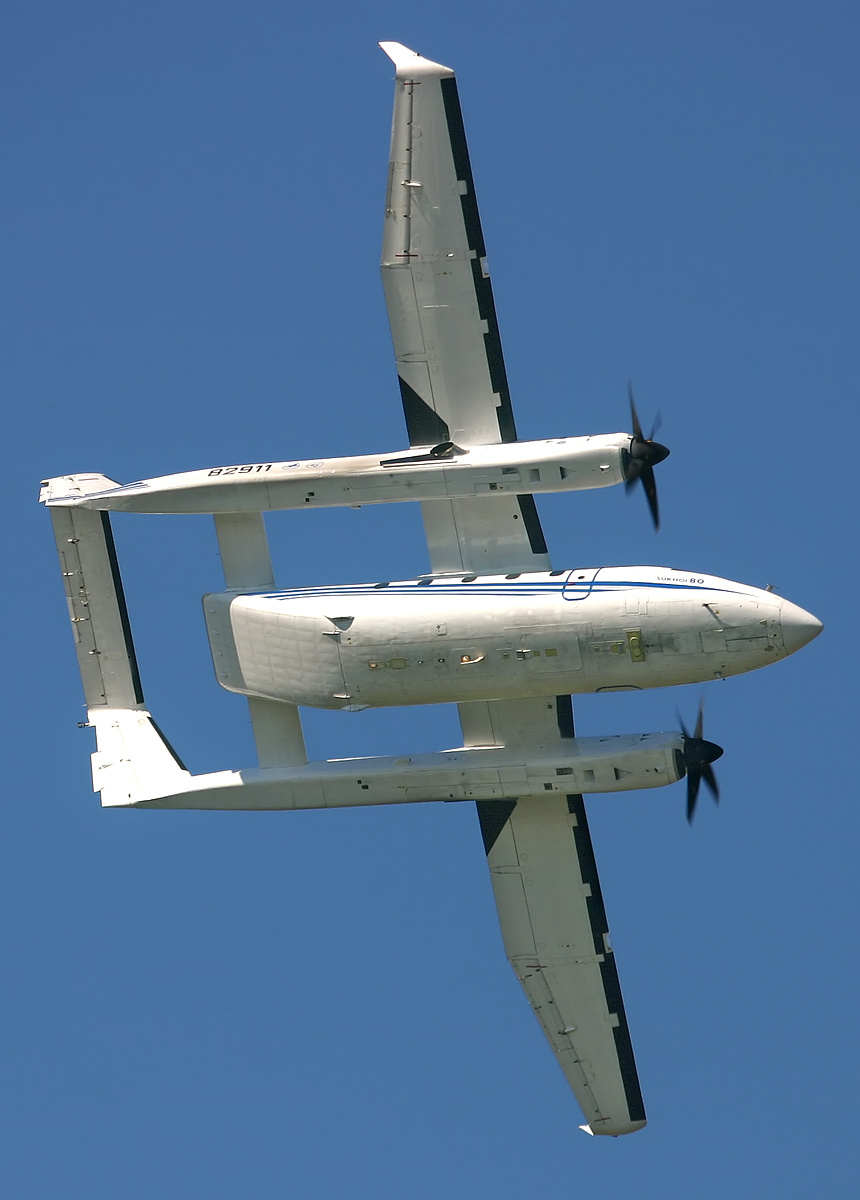
Suchoj Su-80

Suchoj SU-80 är en modell ur Suchojserien. Den flögs för första gången år 2001 och är utrustad med två propellerdrivna motorer, finns både i passagerar- och fraktversioner. Tillverkningen sker i Uzbekistan.
Detta plan är den ryska tillverkarens första civila flygplan, man tillverkar även jetdrivna Sukhoi Superjet 100.